# Élections européennes de 2019 en Italie
Les élections européennes de 2019 en Italie sont les élections des députés de la neuvième législature du Parlement européen, qui se sont déroulées du 23 mai au 26 mai 2019 dans tous les États membres de l'Union européenne. En Italie, elles ont eu lieu le dimanche 26 mai.
Trois élus (1 Ligue, 1 Forza Italia, 1 Frères d'Italie) siègent après l'entrée en vigueur du Brexit, à compter du 1er février 2020, car l'Italie bénéficie de 3 sièges supplémentaires, à la suite du départ du Royaume-Uni de l'Union européenne.
Le scrutin a donné pour vainqueur la Ligue, menée par Matteo Salvini, qui remporte 28 sièges avec plus de 34 % des voix. Le Parti démocrate et le Mouvement 5 étoiles maintiennent un score élevé mais en baisse avec respectivement 19 et 14 sièges. Les partis Forza Italia (6 sièges), Frères d'Italie (5 sièges) et le Parti populaire sud-tyrolien (1 siège) réalisent des scores moins importants mais entrent tout de même au Parlement européen.

## Contexte
Au niveau européen, le scrutin intervient dans un contexte inédit. La législature 2014-2019 a en effet été marquée par plusieurs événements susceptibles d'influer durablement sur la situation politique européenne, comme le référendum sur l'appartenance du Royaume-Uni à l'Union européenne en 2016, l'arrivée ou la reconduction au pouvoir dans plusieurs pays de gouvernements eurosceptiques et populistes (en Hongrie en 2014, en Pologne en 2015, en Autriche en 2017 et en Italie en 2018) et l'adoption de l'Accord de Paris sur le climat en 2015. Les élections interviennent alors que la Commission européenne est présidée depuis 15 ans par le Parti populaire européen (PPE) ; la commission sortante, présidée par Jean-Claude Juncker, rassemble des membres du PPE, de l'ALDE et du Parti socialiste européen.
En Italie, les élections européennes se déroulent un an après les élections générales de 2018 qui furent marquées par l'arrivée au pouvoir du gouvernement de Giuseppe Conte, composé par le parti d'extrême-droite, la Ligue et le mouvement populiste 5 étoiles. Sur de nombreux sujets comme celui de la gestion des réfugiés et migrants, ou encore sur la question du budget italien, le gouvernement Conte s'est à de nombreuses reprises opposé à ses voisins européens ou à la Commission Juncker.

## Mode de scrutin
Les eurodéputés italiens sont élus au scrutin proportionnel de liste, et les sièges sont répartis entre les listes ayant dépassé 4 % des suffrages exprimés selon la méthode du plus fort reste (quotient de Hare) au niveau national.
Les députés italiens sont élus dans 5 circonscriptions régionales : Centrale (15 élus) ; Insulare (8 élus) ; méridionale (18 élus) ; Nord-occidentale (20 élus) ; Nord-orientale (15 élus). L'attribution des sièges aux circonscriptions se fait en fonction de la participation effective des électeurs sur une base nationale et non en fonction de sièges théoriquement attribués à chaque circonscription.
Chaque électeur peut aussi exprimer jusqu'à un maximum de trois votes de préférence en indiquant le nom du candidat, dont au moins une candidate.

## Campagne

### Candidats et partis
| Parti politique | Parti politique                                                                    | Positionnement et idéologie                                             | Têtes de listes | Parti européen | Députés sortants | Députés sortants |
| Parti politique | Parti politique                                                                    | Positionnement et idéologie                                             | Têtes de listes | Parti européen | Nombre           | Groupe politique |
| --------------- | ---------------------------------------------------------------------------------- | ----------------------------------------------------------------------- | --- | -------------- | ---------------- | ---------------- |
|                 | Parti démocrate Art. 1er, Campo Progressista, Demo.S, Autonomie per l’Europa       | Centre gauche Social-démocratie                                         | Giuliano Pisapia (NO), Carlo Calenda (NE), Simona Bonafè (C), Franco Roberti (M), Caterina Chinnici (I)               | PSE            | 29               | S&D              |
|                 | Mouvement 5 étoiles                                                                | Attrape-tout Populisme, anticorruption, démocratie directe, antisystème | Sabrina Pignedoli (NO), Maria Angela Danzì (NE), Daniela Rondinelli (C), Chiara Maria Gemma (M), Alessandra Todde (I) |                | 12               | ELDD             |
|                 | Forza Italia UdC, CP, PP, NcI, SVP                                                 | Centre droit Libéral-conservatisme                                      | Silvio Berlusconi (NO, NE, S, I), Antonio Tajani (C)                                                                  | PPE            | 12               | PPE              |
|                 | Ligue PLI, PSd'Az et Die Freiheitlichen                                            | Droite radicale à extrême droite Euroscepticisme                        | Matteo Salvini | MENL           | 6                | ENL              |
|                 | La Gauche AET, SI, PRC, Parti du Sud                                               | Gauche Socialisme démocratique                                          | Eleonora Cirant, Silvia Prodi, Marilena Grassadonia, Eleonora Forenza, Corradino Mineo                                | PGE            | 3                | GUE/NGL          |
|                 | Frères d'Italie DI, Movimento Nazionale per la Sovranità et L'Alto Adige nel cuore | Droite radicale Nationalisme                                            | Giorgia Meloni | ACRE           | 5                | CRE              |
|                 | +Europa Italie en commun, TK, PSI, PRI                                             | Centrisme Libéralisme, Europhilie                                       | Benedetto Della Vedova, Federico Pizzarotti, Emma Bonino, Raimondo Pasquino, Fabrizio Ferrandelli                     | ALDE           | 2                | ADLE             |
|                 | Europa Verde Verdi, Green Italia, Possibile, VGV                                   | Centre gauche Écologie politique                                        | Elena Grandi, Silvia Zamboni, Annalisa Corrado, Eliana Baldo, Nadia Spallitta                                         | PVE            | 2                | Verts/ALE S&D    |

Au 8 avril 2019, 47 symboles électoraux sont déposés auprès du ministère de l’Intérieur, en forte baisse par rapport aux précédentes élections de 2014 et 38 symboles sont retenus. Ne seront retenus que les partis représentés par un groupe parlementaire (national ou européen) et ceux qui auront déposé d’ici les 16 et 17 avril 2019, les signatures en nombre suffisant, soit un total de 18 listes, dont 2 représentent des minorités linguistiques.
- la Ligue se présente sans la mention Nord, contrairement à 2014, et avec la mention « Salvini Premier ». Bien qu’il soit inéligible, sa fonction de membre du gouvernement étant incompatible avec celle de député européen, il est tête de liste dans les 5 circonscriptions. La Ligue est alliée au Parti libéral italien. En Sardaigne, elle est alliée au Parti sarde d'action et, au Haut-Adige, par Die Freiheitlichen.
- le Parti démocrate se présente allié avec la scission de l’Article 1er, le Campo Progressista et Demo.S, avec le symbole du PSE (S&D) et la mention sur fond bleu « Siamo Europei » (Nous sommes Européens), aux 12 étoiles jaunes. Le PD sera en coalition dans la Vallée d'Aoste avec « Autonomie per l’Europa », une liste autonomiste composée de l’Union valdôtaine, UVP, ALPE, SA et Edelweiss popolare autonomista valdostano (Epav). Ses têtes de liste sont Simona Bonafè, Carlo Calenda, Giuliano Pisapia, Franco Roberti et Caterina Chinnici[7].
- le Mouvement 5 étoiles désigne ses candidats à travers des primaires sur plateforme électronique dite Rousseau (en deux tours, en italien, Europarlamentarie M5S). Le second tour se déroule le 3 avril 2019. Les votants ont été au nombre 32 240 inscrits sur la plateforme qui ont exprimé un total de 108 165 préférences, sélectionnant un total de 76 candidats sur les 200 issus du 1er tour. Les plus votés par circonscriptions sont les suivants : au Nord-Ouest, la députée sortante Eleonora Evi ; pour le Nord-Est, Viviana Dal Cin, première des non-élus lors des législatives de 2018 ; pour le Centre, le vice-président actuel du Parlement, Fabio Massimo Castaldo ; pour le Sud, la députée sortante Laura Ferrara ; pour les Îles, Ignazio Corrao, également sortant. Puis, le 13 avril, Luigi Di Maio présente 5 têtes de liste externes, qu’il a choisies lui-même, toutes féminines, différentes de ceux votés sur la plate-forme Rousseau : Alessandra Todde, ad de Olidata, Îles ; Chiara Maria Gemma, professeur de l'université de Bari, Sud; Daniela Rondinelli, membre du cabinet de la présidence du Comité économique et social européen, Centro; Maria Angela Danzì, secrétaire générale de la province de Varèse, nord-ovest; Sabrina Pignedoli, journaliste d’enquête, nord-est. Ces têtes de liste sont contestées par le vote interne[8]. Parmi les 77 candidats, on trouve aussi le maire de Livourne, Filippo Nogarin, et Dino Giarrusso, un présentateur de l’émission Le Iene.
- Forza Italia se présente avec comme leader Silvio Berlusconi, tête de liste dans 4 circonscriptions sur 5, Antonio Tajani l’étant dans la 3e, alliée aux partis suivants : UdC, CP, PP, et des membres individuels de NcI. La liste est également en coalition, en Haut-Adige, avec le Parti populaire sud-tyrolien (SVP), avec le sortant Herbert Dorfmann, en y incluant aussi le PATT du Trentin et le SSk du Frioul-Vénétie Julienne.
- Frères d'Italie se présente avec le nom de Giorgia Meloni, tête de liste dans toutes les circonscriptions, et les mentions de « Sovranisti » et de « Conservatori ». Il est allié avec Direzione Italia, Movimento Nazionale per la Sovranità et L'Alto Adige nel cuore dans le Haut-Adige.
- la Gauche (la Sinistra) se présente avec le symbole du groupe Gauche unitaire européenne et celui du Parti de la gauche européenne. Elle réunit l’ancienne L'autre Europe avec Tsipras, composée par la Gauche italienne et le Parti de la refondation communiste, mais aussi le Parti du Sud. Le nouveau symbole est présenté le 8 avril 2019 par Costanza Boccardi, Eleonora Forenza, Maurizio Acerbo et Nicola Fratoianni. En avril 2019, Pouvoir au peuple renonce à présenter une liste concurrente. L’association Per i molti constitue ÈViva - Primavera Europea qui soutient la Sinistra.
- +Europa se présente alliée à Italie en commun et la section italienne du Parti démocrate européen et, dans la province autonome de Bolzano, avec le Team Köllensperger. Elle présente des candidats du Parti socialiste italien et du Parti républicain italien.
- Europa Verde réunit la Fédération des Verts, Green Italia et Possibile, ainsi que Les Verts du Haut-Adige dans cette province.

### Listes sans député sortant
- CasaPound-Destre Unite (CpI-DU), Alleanza Europea dei Movimenti Nazionali (AENM). CasaPound se présente avec son secrétaire national Simone Di Stefano, le 7 avril, en alliance avec le Mouvement des droites unies, parrainées par Béla Kovács, président de l’Alliance européenne des mouvements nationaux.
- Il Popolo della Famiglia-Alternativa Popolare (PdF-AP), groupe du PPE ;
- Partito Comunista (PC), avec pour leader Marco Rizzo, Iniziativa dei Partiti Comunisti e Operai d'Europa (CWPE) ;
- Forza Nuova (FN), Alleanza per la Pace e la Libertà (APF)	;
- Popolari per l'Italia (PPI), avec Mario Mauro tête de liste dans le Midi, groupe du PPE ;
- Partito Pirata (PP), Partito Pirata Europeo (PPEU) ;
- Popolo Partite IVA (PPA) ;
- Partito Animalista Italiano (PAI), Animal Politics EU (APEU).

#### Insulaire

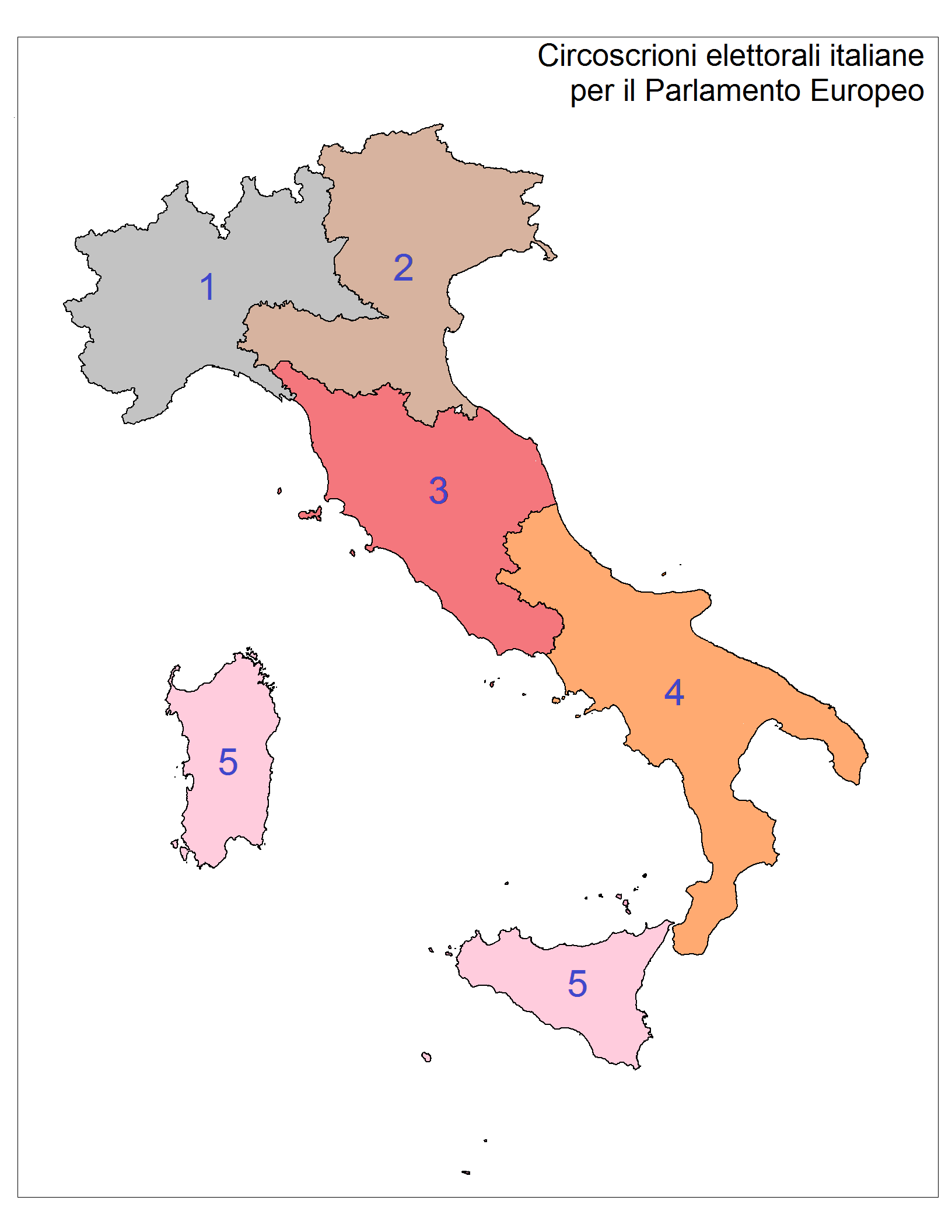
Circonscriptions électorales pour les élections européennes.

### Par province

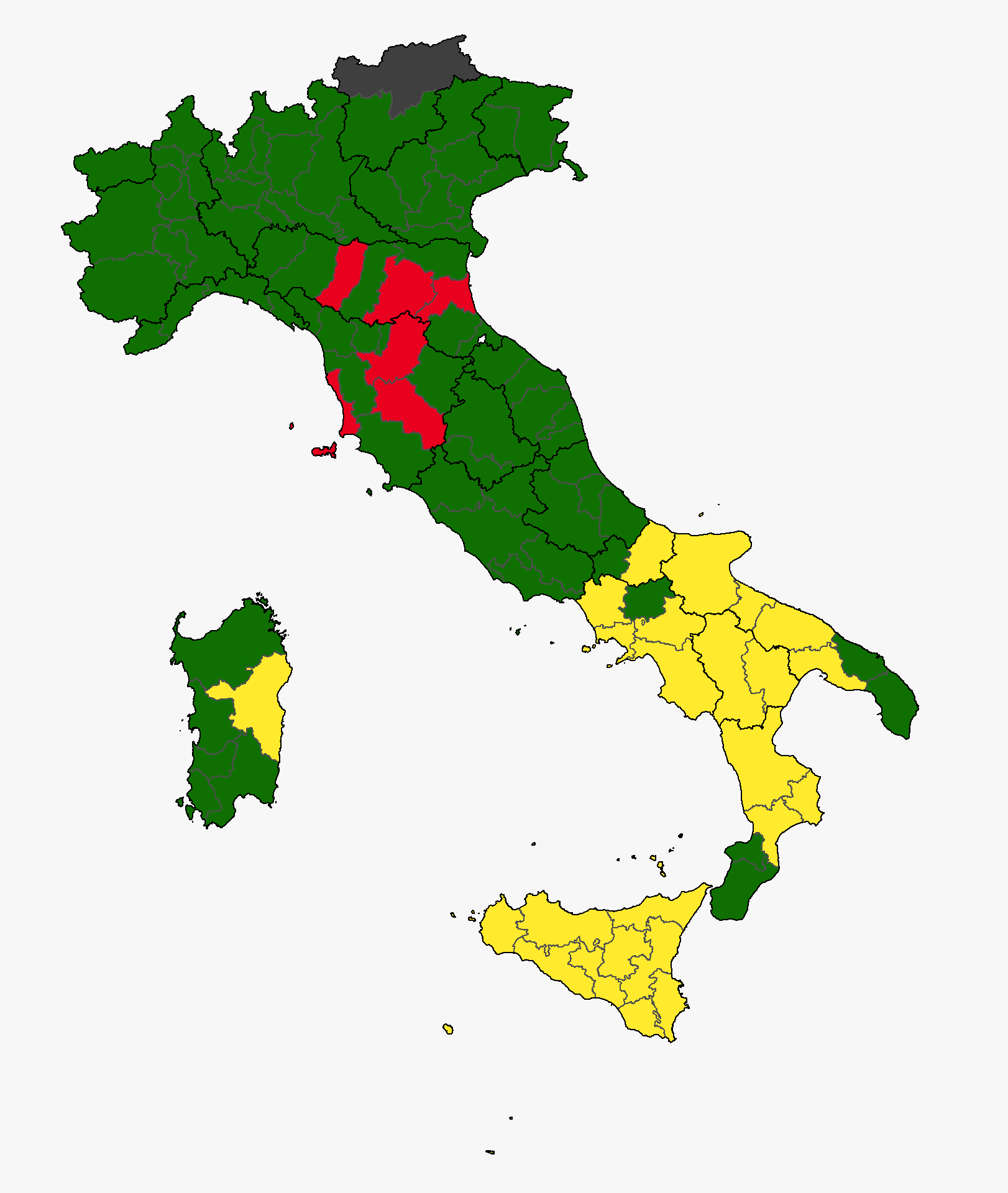
Parti arrivé en tête par province.

### Sondages
N.B. : est mentionné ici le dernier sondage publié par chaque institut. Pour consulter les sondages précédents ou antérieurs à 2019, se reporter à l'article détaillé.
| Sondeur                    | Date       | LS (en) | LeU | EV    | PD     | +E    | M5S    | FI     | FdI   | Ligue  | Autres |
| -------------------------- | ---------- | ------- | --- | ----- | ------ | ----- | ------ | ------ | ----- | ------ | ------ |
| Sondeur                    | Date       |         |     |       |        |       |        |        |       |        |        |
| CISE                       | 9 mai 2019 | 1,0 %   | --  | --    | 21,6 % | 4,2 % | 23,1 % | 11,7 % | 4,6 % | 27,3 % | 6,5 %  |
| Euromedia                  | 9 mai 2019 | 2,0 %   | --  | 1,3 % | 21,9 % | 3,5 % | 21,5 % | 10,1 % | 5,3 % | 29,6 % | 4,8 %  |
| Demopolis                  | 9 mai 2019 | 2,8 %   | --  | --    | 22,2 % | 3,2 % | 23,0 % | 8,4 %  | 5,5 % | 31,0 % | 3,9 %  |
| Ixè                        | 9 mai 2019 | 3,4 %   | --  | 1,8 % | 20,1 % | 4,0 % | 20,5 % | 9,6 %  | 5,2 % | 30,5 % | 4,9 %  |
| Scenari Politici – Winpoll | 9 mai 2019 | 2,1 %   | --  | 1,3 % | 22,1 % | 2,4 % | 22,7 % | 7,8 %  | 5,8 % | 33,8 % | 2,0 %  |
| Termometro politico        | 9 mai 2019 | 1,9 %   | --  | 0,8 % | 21,8 % | 2,8 % | 23,0 % | 9,5 %  | 5,8 % | 30,6 % | 4,6 %  |
| Piepoli                    | 8 mai 2019 | 2,0 %   | --  | 1,0 % | 21,0 % | 3,5 % | 22,0 % | 10,0 % | 5,0 % | 30,5 % | 5,0 %  |
| Index                      | 8 mai 2019 | 2,7 %   | --  | 1,7 % | 21,1 % | 3,0 % | 22,3 % | 9,2 %  | 5,0 % | 32,4 % | 2,6 %  |
| IPSOS                      | 8 mai 2019 | 2,1 %   | --  | 1,8 % | 20,5 % | 3,2 % | 24,9 % | 7,8 %  | 5,7 % | 30,9 % | 3,1 %  |
| Bidimedia                  | 8 mai 2019 | 2,5 %   | --  | 1,7 % | 21,2 % | 3,0 % | 22,4 % | 9,0 %  | 4,7 % | 32,2 % | 3,3 %  |
| Demos & Pi                 | 8 mai 2019 | 3,1 %   | --  | --    | 20,4 % | 4,1 % | 22,6 % | 9,5 %  | 4,7 % | 32,2 % | 3,4 %  |
| EMG                        | 7 mai 2019 | 2,6 %   | --  | --    | 21,2 % | 2,8 % | 23,5 % | 10,3 % | 5,0 % | 32,2 % | 2,4 %  |
| Noto                       | 7 mai 2019 | 2,0 %   | --  | 1,0 % | 21,0 % | 3,5 % | 21,0 % | 9,0 %  | 5,5 % | 32,0 % | 5,0 %  |
| Tecnè                      | 6 mai 2019 | 3,5 %   | --  | --    | 21,0 % | 3,5 % | 22,0 % | 10,5 % | 5,0 % | 31,0 % | 3,5 %  |
| SWG                        | 6 mai 2019 | 2,8 %   | --  | 1,8 % | 22,2 % | 2,7 % | 22,7 % | 9,1 %  | 4,6 % | 30,7 % | 3,4 %  |
| Quorum                     | 3 mai 2019 | 3,2 %   | --  | --    | 21,4 % | 2,3 % | 22,2 % | 9,5 %  | 5,3 % | 32,1 % | 4,0 %  |

## Résultats

### Au niveau national
|                          |                                                          |            |        |       |        |               |           |
| Parti ou coalition       | Parti ou coalition                                       | Voix       | %      | +/-   | Sièges | +/-           | Groupe    |
|                          | Ligue (Lega)                                             | 9 175 108  | 34,26  | 28,12 | 29     | 24            | ID        |
|                          | Parti démocrate (PD)                                     | 6 089 017  | 22,74  | 18,03 | 19     | 12            | S&D       |
|                          | Mouvement 5 étoiles (M5S)                                | 4 569 020  | 17,06  | 4,11  | 14     | 3             | NI        |
|                          | Forza Italia (FI)                                        | 2 351 606  | 8,78   | 8,04  | 7      | 6             | PPE       |
|                          | Frères d'Italie (FdI)                                    | 1 726 162  | 6,45   | 2,78  | 6      | 6             | CRE       |
|                          | +Europa (+Eu)                                            | 833 202    | 3,11   | Nv.   | 0      | Nv.           | RE        |
|                          | Europe verte (EV)                                        | 621 356    | 2,32   | 1,41  | 0      | en stagnation | Verts/ALE |
|                          | Gauche italienne-La Gauche (LS)                          | 469 884    | 1,75   | 2,28  | 0      | 3             | GUE/NGL   |
|                          | Parti communiste (PC)                                    | 235 535    | 0,88   | Nv.   | 0      | Nv.           |           |
|                          | Parti animaliste italien (PAI)                           | 160 261    | 0,60   | Nv.   | 0      | Nv.           |           |
|                          | Parti populaire sud-tyrolien (SVP)                       | 142 185    | 0,53   | 0,03  | 1      | en stagnation | PPE       |
|                          | Le Peuple de la famille - Alternative populaire (PDF-AP) | 114 522    | 0,43   | Nv.   | 0      | 2             |           |
|                          | CasaPound - Droites unies (CPI-DU)                       | 89 142     | 0,33   | Nv.   | 0      | Nv.           |           |
|                          | Populaires pour l'Italie (PPI)                           | 80 543     | 0,30   | Nv.   | 0      | Nv.           |           |
|                          | Parti pirate (PP)                                        | 60 803     | 0,23   | Nv.   | 0      | Nv.           |           |
|                          | Forza Nuova (FN)                                         | 41 077     | 0,15   | Nv.   | 0      | Nv.           |           |
|                          | Autonomies pour l'Europe (APE)                           | 17 690     | 0,07   | Nv.   | 0      | Nv.           |           |
|                          | Mouvement politique Pensée et action (PPA)               | 5 041      | 0,02   | Nv.   | 0      | Nv.           |           |
|                          |                                                          |            |        |       |        |               |           |
| Votes valides            | Votes valides                                            | 26 782 154 | 96,41  |       |        |               |           |
| Votes blancs et nuls     | Votes blancs et nuls                                     | 997 795    | 3,59   |       |        |               |           |
| Total                    | Total                                                    | 27 779 949 | 100,00 | -     | 76     | 3             | -         |
| Abstentions              | Abstentions                                              | 23 195 211 | 45,50  |       |        |               |           |
| Inscrits / Participation | Inscrits / Participation                                 | 50 975 160 | 54,50  |       |        |               |           |

### Par région
| Région                  | LS   | +/- | PD    | +/-   | +E   | +/- | EV   | +/-  | M5S   | +/-   | FI    | +/-   | Ligue | +/-   | FdI   | +/-  |  |
| ----------------------- | ---- | --- | ----- | ----- | ---- | --- | ---- | ---- | ----- | ----- | ----- | ----- | ----- | ----- | ----- | ---- |  |
| Région                  |      |     |       |       |      |     |      |      |       |       |       |       |       |       |       |      |  |
| Abruzzes                | 1,79 | Nv. | 16,96 | 15,43 | 2,39 | Nv. | 1,57 | 0,95 | 22,44 | 7,30  | 9,39  | 9,30  | 35,31 | 33,82 | 7,00  | 2,35 |  |
| Basilicate              | 2,67 | Nv. | 17,37 | 25,04 | 3,26 | Nv. | 2,37 | 0,08 | 29,67 | 5,80  | 9,40  | 4,64  | 23,32 | 22,61 | 8,39  | 4,07 |  |
| Calabre                 | 2,16 | Nv. | 18,25 | 17,55 | 1,86 | Nv. | 1,52 | 0,99 | 26,69 | 5,19  | 13,32 | 6,29  | 22,61 | 21,87 | 10,26 | 6,64 |  |
| Campanie                | 1,84 | Nv. | 19,11 | 17,01 | 2,52 | Nv. | 1,50 | 0,90 | 33,85 | 10,92 | 13,65 | 10,30 | 19,21 | 18,55 | 5,82  | 1,30 |  |
| Émilie-Romagne          | 1,87 | Nv. | 31,24 | 21,28 | 3,56 | Nv. | 2,93 | 1,99 | 12,89 | 6,34  | 5,87  | 5,91  | 33,77 | 28,73 | 4,66  | 1,90 |  |
| Frioul-Vénétie Julienne | 1,63 | Nv. | 22,23 | 19,99 | 3,00 | Nv. | 2,98 | 1,90 | 9,62  | 9,25  | 6,69  | 7,57  | 42,56 | 33,25 | 7,61  | 3,17 |  |
| Latium                  | 2,12 | Nv. | 23,79 | 15,38 | 3,06 | Nv. | 1,91 | 1,15 | 17,94 | 7,23  | 6,78  | 10,84 | 32,66 | 31,06 | 9,00  | 3,41 |  |
| Ligurie                 | 2,17 | Nv. | 24,94 | 16,73 | 3,05 | Nv. | 2,47 | 1,55 | 16,49 | 9,46  | 7,79  | 6,10  | 33,88 | 28,32 | 5,67  | 2,72 |  |
| Lombardie               | 1,34 | Nv. | 23,08 | 17,24 | 3,09 | Nv. | 2,46 | 1,44 | 9,34  | 6,40  | 8,86  | 8,04  | 43,38 | 28,76 | 5,53  | 2,77 |  |
| Marches                 | 1,63 | Nv. | 22,26 | 23,19 | 2,80 | Nv. | 2,25 | 1,42 | 18,43 | 6,08  | 5,53  | 7,63  | 37,98 | 35,28 | 5,83  | 1,73 |  |
| Molise                  | 2,12 | Nv. | 14,64 | 16,57 | 1,41 | Nv. | 1,14 | 0,50 | 28,76 | 1,41  | 15,31 | 8,12  | 24,26 | 23,24 | 6,33  | 2,34 |  |
| Ombrie                  | 2,10 | Nv. | 23,98 | 25,17 | 2,69 | Nv. | 1,75 | 1,10 | 14,63 | 4,85  | 6,42  | 7,79  | 38,18 | 35,67 | 6,58  | 1,16 |  |
| Piémont                 | 1,50 | Nv. | 23,94 | 16,82 | 3,30 | Nv. | 2,31 | 1,28 | 13,26 | 8,38  | 9,08  | 6,68  | 37,14 | 29,50 | 5,98  | 1,74 |  |
| Pouilles                | 2,18 | Nv. | 16,64 | 16,94 | 4,98 | Nv. | 1,98 | 1,04 | 26,29 | 1,68  | 11,11 | 12,42 | 25,29 | 24,73 | 8,89  | 5,22 |  |
| Sardaigne               | 2,18 | Nv. | 24,27 | 14,48 | 2,09 | Nv. | 1,60 | 1,18 | 25,70 | 4,81  | 7,81  | 8,61  | 27,57 | 26,17 | 6,24  | 2,72 |  |
| Sicile                  | 1,46 | Nv. | 16,63 | 16,99 | 1,89 | Nv. | 1,17 | 0,56 | 31,18 | 4,87  | 16,99 | 4,27  | 20,77 | 19,91 | 7,62  | 4,38 |  |
| Toscane                 | 2,60 | Nv. | 33,31 | 23,04 | 3,05 | Nv. | 2,50 | 1,70 | 12,68 | 4,00  | 5,82  | 5,91  | 31,48 | 28,92 | 4,93  | 1,70 |  |
| Trentin-Haut-Adige      | 1,20 | Nv. | 16,00 | 13,95 | 7,07 | Nv. | 6,37 | 4,11 | 6,29  | 6,08  | 3,55  | 4,07  | 27,78 | 20,19 | 3,37  | 1,52 |  |
| Vallée d'Aoste          | 2,67 | Nv. | 16,22 | 30,85 | 3,70 | Nv. | 4,66 | 3,60 | 9,69  | 9,90  | 5,38  | 4,88  | 37,17 | 30,34 | 3,25  | 0,71 |  |
| Vénétie                 | 1,05 | Nv. | 18,94 | 18,58 | 2,72 | Nv. | 2,74 | 1,71 | 8,91  | 10,95 | 6,05  | 8,66  | 49,88 | 34,68 | 6,76  | 3,44 |  |

### Dans les grandes villes
| Ville    | PD    | +/-   | M5S   | +/-   | FI    | +/-   | Ligue | +/-   | FdI  | +/-  |  |
| -------- | ----- | ----- | ----- | ----- | ----- | ----- | ----- | ----- | ---- | ---- |  |
| Ville    |       |       |       |       |       |       |       |       |      |      |  |
| Rome     | 30,62 | 12,45 | 17,58 | 7,37  | 5,57  | 7,89  | 25,78 | 24,36 | 8,70 | 3,38 |  |
| Milan    | 35,97 | 8,99  | 8,53  | 5,70  | 10,18 | 6,43  | 27,39 | 19,95 | 5,16 | 2,41 |  |
| Naples   | 23,29 | 17,57 | 39,86 | 13,40 | 9,14  | 9,20  | 12,36 | 11,76 | 4,42 | 1,49 |  |
| Turin    | 33,47 | 11,63 | 13,33 | 8,39  | 7,92  | 4,52  | 26,89 | 22,74 | 5,49 | 1,54 |  |
| Palerme  | 19,92 | 14,35 | 31,49 | 2,18  | 13,78 | 5,64  | 18,74 | 17,91 | 6,08 | 3,68 |  |
| Gênes    | 30,05 | 14,53 | 18,36 | 9,70  | 6,35  | 4,48  | 27,56 | 23,73 | 5,17 | 2,52 |  |
| Bologne  | 40,33 | 14,20 | 10,84 | 4,51  | 5,79  | 4,65  | 21,82 | 18,56 | 4,65 | 2,14 |  |
| Florence | 43,70 | 13,84 | 9,75  | 2,94  | 5,51  | 4,58  | 20,26 | 18,53 | 5,25 | 1,72 |  |
| Bari     | 20,40 | 10,63 | 27,66 | 1,07  | 10,39 | 12,51 | 21,84 | 21,29 | 6,88 | 2,15 |  |
| Catane   | 19,41 | 13,98 | 33,44 | 5,86  | 13,59 | 10,87 | 18,95 | 18,27 | 7,78 | 5,32 |  |
| Venise   | 27,76 | 18,19 | 12,30 | 8,75  | 4,89  | 6,60  | 37,07 | 30,31 | 4,91 | 2,34 |  |
| Vérone   | 25,26 | 16,65 | 9,66  | 7,90  | 6,33  | 5,01  | 37,06 | 20,79 | 8,73 | 5,75 |  |
| Messine  | 17,38 | 14,99 | 25,20 | 1,75  | 19,63 | 0,95  | 18,32 | 17,43 | 8,83 | 3,12 |  |
| Padoue   | 31,87 | 9,56  | 8,80  | 8,38  | 6,04  | 8,77  | 33,23 | 24,48 | 6,40 | 2,33 |  |
| Trieste  | 25,49 | 13,44 | 11,66 | 8,33  | 6,99  | 7,99  | 33,13 | 28,26 | 7,24 | 3,35 |  |
| Brescia  | 30,92 | 15,54 | 8,26  | 5,12  | 7,61  | 7,07  | 35,36 | 24,03 | 5,49 | 2,68 |  |
| Tarente  | 17,44 | 19,38 | 27,77 | 2,35  | 9,28  | 7,47  | 24,67 | 24,12 | 6,65 | 4,50 |  |
| Parme    | 29,46 | 22,61 | 11,02 | 8,10  | 5,40  | 5,41  | 31,60 | 25,73 | 5,50 | 2,78 |  |
| Prato    | 32,64 | 24,30 | 11,51 | 3,36  | 6,21  | 6,78  | 33,99 | 31,12 | 5,54 | 1,78 |  |
| Modène   | 39,85 | 15,80 | 11,77 | 4,96  | 5,59  | 4,71  | 26,10 | 22,13 | 4,64 | 1,56 |  |

### Analyse sociologique
| Parti                          | La Gauche | Parti démocrate | Plus d'Europe | L'Europe Verte | Mouvement 5 étoiles | Forza Italia | Ligue  | Frères d'Italie | Autres | Partici- pation |  |
| ------------------------------ | --------- | --------------- | ------------- | -------------- | ------------------- | ------------ | ------ | --------------- | ------ | --------------- |  |
| Parti                          |           |                 |               |                |                     |              |        |                 |        | Partici- pation |  |
| Moyenne nationale              | 1,7 %     | 22,7 %          | 3,1 %         | 2,3 %          | 17,1 %              | 8,8 %        | 34,3 % | 6,5 %           | 3,5 %  | 45,9 %          |  |
| Sexe                           |           |                 |               |                |                     |              |        |                 |        |                 |  |
| Homme                          | 1,9 %     | 22,9 %          | 2,8 %         | 2,3 %          | 17,3 %              | 8,7 %        | 34,1 % | 6,4 %           | 3,6 %  | 42,8 %          |  |
| Femme                          | 1,6 %     | 22,5 %          | 3,3 %         | 2,3 %          | 16,9 %              | 8,9 %        | 34,6 % | 6,5 %           | 3,4 %  | 48,8 %          |  |
| Âge                            |           |                 |               |                |                     |              |        |                 |        |                 |  |
| 18–34 ans                      | 1,6 %     | 19,8 %          | 6,1 %         | 2,9 %          | 18,7 %              | 8,5 %        | 31,6 % | 4,9 %           | 5,8 %  | 50,7 %          |  |
| 35–49 ans                      | 2,0 %     | 19,0 %          | 2,0 %         | 2,5 %          | 20,1 %              | 8,1 %        | 37,1 % | 5,6 %           | 3,5 %  | 44,1 %          |  |
| 50–64 ans                      | 1,7 %     | 22,8 %          | 2,2 %         | 1,9 %          | 16,8 %              | 8,0 %        | 37,4 % | 7,4 %           | 1,7 %  | 40,7 %          |  |
| Plus de 65 ans                 | 1,6 %     | 27,9 %          | 2,9 %         | 2,0 %          | 13,4 %              | 10,4 %       | 30,7 % | 7,4 %           | 3,8 %  | 48,8 %          |  |
| Activité                       |           |                 |               |                |                     |              |        |                 |        |                 |  |
| Étudiant                       | 1,3 %     | 22,4 %          | 8,1 %         | 4,4 %          | 16,9 %              | 7,0 %        | 28,0 % | 3,7 %           | 8,2 %  | 50,5 %          |  |
| Sans emploi                    | 1,6 %     | 14,9 %          | 3,3 %         | 1,8 %          | 20,3 %              | 13,7 %       | 32,6 % | 6,3 %           | 5,6 %  | 43,1 %          |  |
| Femme au foyer                 | 1,4 %     | 22,1 %          | 2,3 %         | 2,1 %          | 15,2 %              | 8,1 %        | 39,1 % | 6,4 %           | 3,3 %  | 50,9 %          |  |
| Col bleu                       | 1,3 %     | 14,3 %          | 2,2 %         | 1,5 %          | 24,1 %              | 6,6 %        | 40,3 % | 7,0 %           | 2,7 %  | 40,9 %          |  |
| Employés, enseignants          | 2,3 %     | 24,9 %          | 4,5 %         | 2,6%           | 17,6 %              | 17,1 %       | 32,0 % | 6,1 %           | 2,8 %  | 43,0 %          |  |
| Petits indépendants            | 1,9 %     | 17,8 %          | 1,1 %         | 2,7 %          | 19,6 %              | 8,7 %        | 42,2 % | 4,0 %           | 2,0 %  | 42,2 %          |  |
| Patron                         | 2,6 %     | 27,8 %          | 2,5 %         | 3,5 %          | 14,9 %              | 9,3 %        | 28,2 % | 7,8 %           | 3,3 %  | 41,8 %          |  |
| Retraité                       | 1,6 %     | 28,3 %          | 2,7 %         | 1,9 %          | 12,9 %              | 10,9 %       | 30,7 % | 7,4 %           | 3,8 %  | 48,6 %          |  |
| Secteur d'activité             |           |                 |               |                |                     |              |        |                 |        |                 |  |
| Secteur public                 | 1,9 %     | 22,3 %          | 5,3 %         | 2,9 %          | 18,6 %              | 5,0 %        | 33,4 % | 7,3 %           | 3,2 %  | 42,3 %          |  |
| Secteur privé                  | 1,9 %     | 20,1 %          | 2,8 %         | 2,0 %          | 21,6 %              | 7,0 %        | 35,5 % | 6,7 %           | 2,3 %  | 41,0 %          |  |
| Plus haut diplôme              |           |                 |               |                |                     |              |        |                 |        |                 |  |
| Elementare                     | 1,1 %     | 21,4 %          | 1,2 %         | 1,0 %          | 18,0 %              | 9,6 %        | 38,7 % | 6,2 %           | 2,9 %  | 47,3 %          |  |
| Lic. media                     | 1,4 %     | 19,7 %          | 1,8 %         | 1,8 %          | 17,6 %              | 8,9 %        | 40,3 % | 5,5 %           | 3,2 %  | 44,9 %          |  |
| Diploma                        | 1,8 %     | 24,5 %          | 4,5 %         | 2,6 %          | 17,0 %              | 7,9 %        | 30,5 % | 7,0 %           | 4,3 %  | 46,3 %          |  |
| Laurea                         | 3,2 %     | 27,5 %          | 5,1 %         | 4,2 %          | 14,5 %              | 9,8 %        | 24,2 % | 8,1 %           | 3,4 %  | 47,6 %          |  |
| Présence dans un lieu de culte |           |                 |               |                |                     |              |        |                 |        |                 |  |
| Hebdomadaire ou plus           | 1,3 %     | 26,9 %          | 2,3 %         | 2,5 %          | 14,3 %              | 9,9 %        | 32,7 % | 6,1 %           | 4,1 %  | 51,9 %          |  |
| Mensuelle                      | 0,9 %     | 19,9 %          | 3,1 %         | 2,0 %          | 16,0 %              | 9,9 %        | 38,4 % | 7,6 %           | 2,1 %  | 44,8 %          |  |
| Occasionnelle                  | 1,4 %     | 20,3%           | 2,8 %         | 1,7 %          | 17,8 %              | 9,4 %        | 36,5 % | 7,3 %           | 2,7 %  | 39,2 %          |  |
| Jamais                         | 2,9 %     | 23,6 %          | 4,1 %         | 2,9 %          | 18,9 %              | 6,7 %        | 31,1 % | 5,2 %           | 4,7 %  | 48,7 %          |  |